# Максим Цигалка
Максим Владзимиравич Цигалка (блр. Максім Уладзіміравіч Цыгалка; Минск, 27. мај 1983 — 25. децембар 2020) био је белоруски фудбалер. Играо је на позицији нападача. Играчку каријеру је провео у Динаму из Минска, Нафтану, Кајзару, Банантсу и Савиту, а био је принуђен да је прекине у својој 26. години због учесталих повреда. Забележио је и два наступа за репрезентацију Белорусије при чему је постигао један гол.
Цигалка је преминуо 25. децембра 2020. у 37. години живота.

## Каријера
Играчку каријеру је започео у млађим категоријама Динама из Минска пре но што је прешао у сениорски тим. У Динаму је провео пет година. Потом је прешао у Нафтан Новополоцк, још један белоруски клуб. После две неуспешне године тамо, Цигалка је отишао у Казахстан како би заиграо за Кајзар. Цигалка је у том клубу такође провео две сезоне, а онда је на лето 2008. потписао за јерменски Банантс (данас познат као Урарту). Није се тамо много задржао па је остатак сезоне провео у домовини играјући за Савит. За њих је дао два гола пре него што је пуштен након што је Савит био избачен из лиге а потом и распуштен.

## Голови за репрезентацију
| Бр. | Датум          | Стадион                    | Противник  | Гол   | Резултат | Такмичење            |
| --- | -------------- | -------------------------- | ---------- | ----- | -------- | -------------------- |
| 1   | 2. април 2003. | Стадион Динамо, Белорусија | Узбекистан | 1 : 0 | 2 : 2    | Пријатељска утакмица |

## Лични живот
Цигалка је имао брата близанца Јурија, који је такође био фудбалер и играо је на позицији голмана. Играли су заједно у Динаму из Минска.

## У популарној култури
Максим и, додуше у мањој мери, његов брат Јуриј постали су познати међу играчима серијала видео-игара Championship Manager и Football Manager, посебно у издању Championship Manager: Season 01/02.  Оба фудбалера су била присутна у игри с добром почетном статистиком и веома високим потенцијалом. Посебно је Максим (енгл. Maxim Tsigalko) био способан да постане играч светске класе, до те мере да је постао препознатљиво лице међу обожаваоцима серијала Football Manager.
Антонио Поутиљо, човек који је био задужен за оцењивање белоруских фудбалера у игрици, фебруара 2013. објаснио је своју логику:
Био сам млад тада и веровао сам да фудбал у Белорусији има будућност, тако да није било рестрикција у смислу потенцијала играча. Волео сам Цигалка веома – био је брз, имао осећај за гол и на малом узорку је стварно блистао. Имао је све што је потребно да постане класни нападач. Одједном, форуми су се запалили, могли сте да га доведете за мало новца, а гарантовао би гол у скоро свакој утакмици.
У једном интервјуу, који је дао 2018, открио је да је тек годинама касније сазнао за свој статус легенде међу обожаваоцима Менаџера.

## Успеси
Динамо Минск
- Првак Премијер лиге Белорусије: 2004.
- Шампион Купа Белорусије: 2002/03.